# Francesca Stephenson
Francesca Stephenson (* 23. August 1993) ist eine ehemalige britische Tennisspielerin.

## Karriere
Stephenson spielte hauptsächlich Turniere auf dem ITF Women’s Circuit, bei denen sie einen Einzel- und elf Doppeltitel gewann.
Auf der WTA Tour konnte sie keinen Erfolg erzielen. Mit einer Wildcard ausgestattet verlor sie bei den AEGON Classic 2012 bereits in der ersten Qualifikationsrunde mit 1:6 und 1:6 gegen Sessil Karatantschewa.
Beim ITF-Turnier in Pörtschach im August 2016 hatte sie ihren letzten Auftritt auf dem Circuit. Seit Ende Juli 2017 wird sie nicht mehr in den Weltranglisten geführt.

## Turniersiege

### Einzel
| Nr. | Datum             | Turnier  | Kategorie   | Belag     | Finalgegnerin | Ergebnis      |
| --- | ----------------- | -------- | ----------- | --------- | ------------- | ------------- |
| 1.  | 13. Dezember 2014 | Djibouti | ITF $10.000 | Hartplatz | Jasmin Jebawy | 6:75 6:2, 6:4 |

### Doppel
| Nr. | Datum             | Turnier          | Kategorie   | Belag             | Partnerin             | Finalgegnerinnen                 | Ergebnis          |
| --- | ----------------- | ---------------- | ----------- | ----------------- | --------------------- | -------------------------------- | ----------------- |
| 1.  | 24. Juli 2010     | Wrexham          | ITF $25.000 | Hartplatz         | Tara Moore            | Emma Laine Sania Mirza           | 2:6, 6:3, [13:11] |
| 2.  | 17. April 2011    | Antalya          | ITF $10.000 | Hartplatz         | Lucy Brown            | Jessy Rompies Grace Sari Ysidora | 6:4, 6:4          |
| 3.  | 30. April 2011    | Bournemouth      | ITF $10.000 | Sand              | Surina De Beer        | Scarlett Werner Alina Wessel     | 6:2, 6:2          |
| 4.  | 12. November 2011 | Loughborough     | ITF $10.000 | Hartplatz (Halle) | Tara Moore            | Malou Ejdesgaard Amanda Elliott  | 3:6, 6:2, [10:3]  |
| 5.  | 11. Mai 2013      | Marathon         | ITF $10.000 | Hartplatz         | Erin Clark            | Matea Mezak Silvia Njirić        | 5:7, 6:3, [10:8]  |
| 6.  | 5. Dezember 2014  | Djibouti         | ITF $10.000 | Hartplatz         | Magali Kempen         | Laura Deigman Naomi Totka        | 7:67, 6:3         |
| 7.  | 1. März 2015      | Port El-Kantaoui | ITF $10.000 | Hartplatz         | Xenija Lykina         | Vivien Juhászová Tereza Máliková | 6:2, 6:2          |
| 8.  | 4. September 2015 | Kirjat Gat       | ITF $10.000 | Hartplatz         | Ana Veselinović       | May Kimhi Maya Tahan             | 6:3, 7:5          |
| 9.  | 14. November 2015 | Stellenbosch     | ITF $10.000 | Hartplatz         | Erika Vogelsang       | Ilze Hattingh Madrie Le Roux     | 6:4, 6:4          |
| 10. | 30. April 2016    | Győr             | ITF $10.000 | Sand              | Guadalupe Pérez Rojas | Daiana Negreanu Rebeka Stolmár   | 6:4, 2:6, [10:6]  |
| 11. | 17. Juni 2016     | Maribor          | ITF $10.000 | Sand              | Nastja Kolar          | Polona Reberšak Gabriela Lee     | 5:7, 6:0, [10:3]  |